# Man la jahduruhu al-Fakih
Man la yahduruhu al-Faqih (arab. ‏من لا يحضره الفقيه‎, Man lā yaḥḍuruhu al-faqīh) – zbiór hadisów autorstwa szyickiego uczonego, Ibn Babawajha. 

## Nazwa
Tytuł Man la jahduruhu al-Fakih tłumaczy się jako Dla tego, który nie jest w otoczeniu prawodawcy bądź Każdy człowiek swoim własnym prawnikiem, a wziął się on stąd, iż jest to praca obejmująca prawie wszystkie aspekty prawodawstwa religijnego w formie do użytku przez przeciętnych muzułmanów.

## Opis
Jest to jedyne dzieło spośród czterech głównych zbiorów tradycji szyickiej, którego głównym adresatem nie jest duchowieństwo ani studenci, lecz zwykli ludzie. Praca głównie skupia się na szyickich artykułach wiary. Z tego też powodu autor najczęściej nie podaje w nim łańcuchów przekazu (isnad). Uczeni mogli odnaleźć łańcuchy przekazu zawartych w tym dziele hadisów w innych pracach autora, podaje on bowiem listę ksiąg, z których czerpał (swoich i innych autorów). Kolejną charakterystyczną cechą tej pracy jest to, iż autor rzadko pozostawia hadisy samym sobie, objaśniając ich znaczenie i wyciągając z nich konkretne prawa. Księga jest ułożona nie w rozdziały (kutub), ale w mniejsze sekcje (abwab) z różnymi kategoriami prawnymi następującymi po sobie. Zawiera 9 044 hadisy.